# USS Shangri-La (CV-38)
 (février 2013).
L’USS Shangri-La (CV-38) était l'un des 24 porte-avions de classe Essex de l'United States Navy, construit au Norfolk Naval Shipyard. Il est en service de septembre 1944 à 1971.

## Nom
Contrairement à l'usage d'alors dans la marine américaine de nommer les navires d'après des batailles ou d'anciens noms de navire, le nom Shangri-La rappelle le raid de Doolittle, le premier bombardement américain sur le Japon. Répondant à la presse après ce raid, le président Roosevelt ne voulant pas révéler que les bombardiers lourds avaient réussi à décoller de l'USS Hornet, indiqua qu'ils étaient partis d'une base secrète nommée "Shangri-La", du nom de la terre de fiction lointaine du roman Lost Horizon de James Hilton.

## Histoire du service

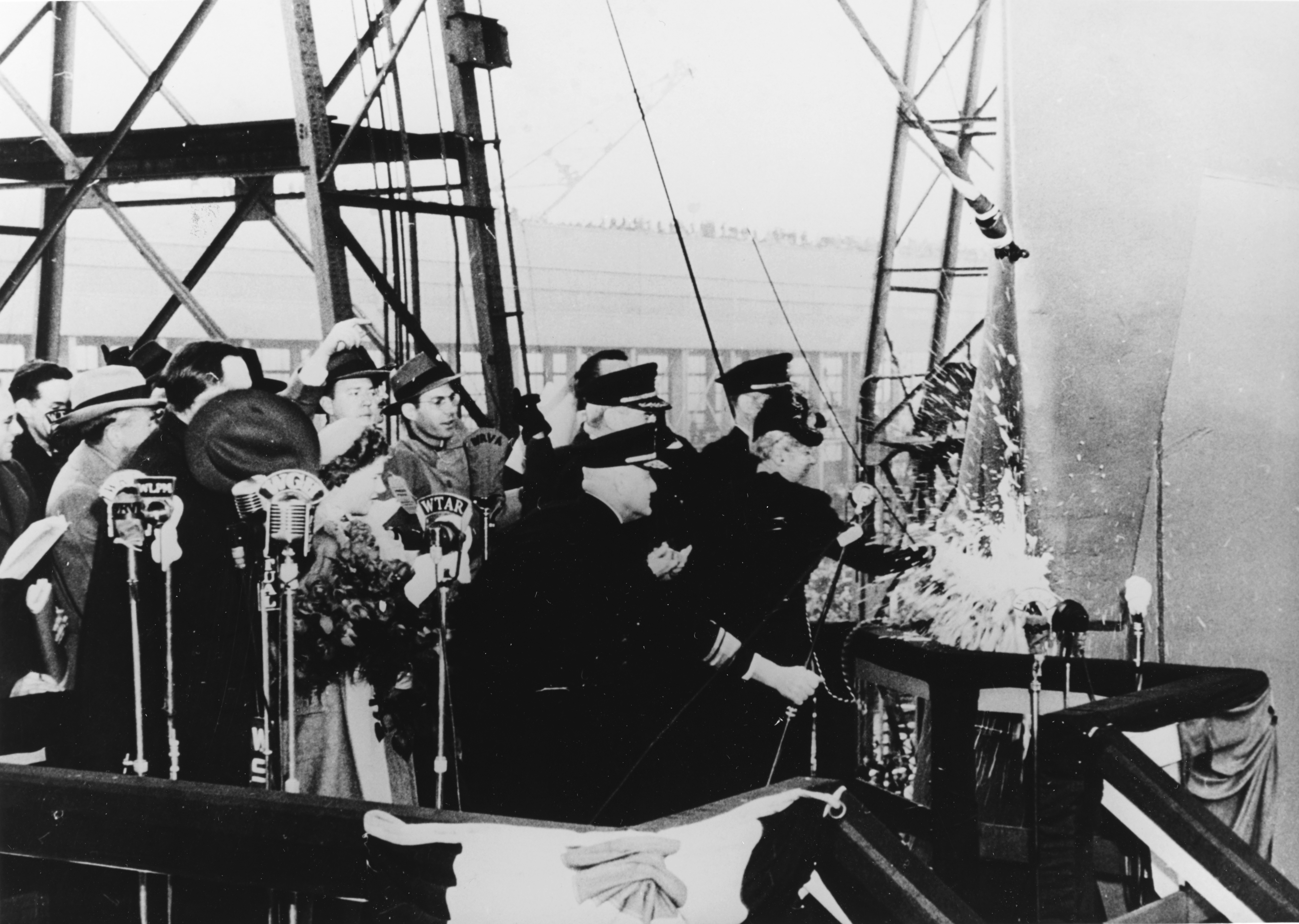
Baptême de l'USS Shangri-La (CV-38) le 24 février 1944

Il participe à la Seconde Guerre mondiale sur le théâtre Pacifique avant d'être utilisé dans le cadre d'exercices militaires de l'OTAN pendant la guerre froide, opérant dans les Caraïbes et de participer à la guerre du Viêt Nam où il sera reconverti en navire de lutte anti-sous-marine en 1969.
Comme les autres porte-avions de la classe Essex maintenus en service après la Seconde Guerre mondiale, il subira d'importantes refontes dont l'installation d'un pont oblique.
Retiré du service en 1971, il est démoli en 1988.